# ایان راب
ایان راب (انگلیسی: Ian Robb؛ زادهٔ ۱ ژوئن ۱۹۵۵) بازیکن فوتبال سابق اهل انگلستان است که در پست دفاع کرده‌است.
از باشگاه‌هایی که در آن بازی کرده‌است می‌توان به باشگاه فوتبال لیورپول و باشگاه فوتبال یورک سیتی اشاره کرد.